# Santa Rosa (Buenos Aires)
Santa Rosa es una localidad del partido de Cañuelas, provincia de Buenos Aires, Argentina.
Incluye los barrios San Esteban, Los Pozos, Peluffo, Santa Anita y Santa Rosa. En el censo de 1991 figura como Barrio San Esteban - Barrio Los Pozos.

## Ubicación
Se encuentra sobre el kilómetro 55 de la Ruta Nacional 3, a 8 km de Cañuelas. Las líneas de colectivos 88 y 218 comunican a la localidad tanto con las ciudades de Cañuelas y Lobos como con la ciudad autónoma de Buenos Aires y la zona oeste del conurbano bonaerense.

## Geografía

### Población
Cuenta con 5297 habitantes (Indec, 2010),lo que representa un marcado incremento de 40% respecto a los 3771 habitantes (Indec, 2001) del censo anterior.
| Gráfica de evolución demográfica de Santa Rosa entre 1980 y 2010 |
|                                                                  |
| Fuentes: INDEC                                                   |

## Parroquias de la Iglesia católica en Santa Rosa
| Diócesis  | Gregorio de Laferrère    |
| --------- | ------------------------ |
| Parroquia | Nuestra Señora de Fátima |